# Youngstown Bears
Gli Youngstown Bears furono una squadra professionistica di pallacanestro con sede a Youngstown. Fondata nel 1945, giocò in National Basketball League (NBL) nelle stagioni 1945-1946 e 1946-1947. Nel 1946 si classificò al terzo posto in Eastern Division, nel 1947 chiuse all'ultimo posto sempre in Eastern Division: in entrambi i casi mancò la qualificazione per i play-off.

## Stagioni
| Stagione | Lega | Denominazione    | V  | P  | %    | Piazzamento | Play-off |
| -------- | ---- | ---------------- | -- | -- | ---- | ----------- | -------- |
| 1945-46  | NBL  | Youngstown Bears | 13 | 20 | 39,4 | 3º          | -        |
| 1946-47  | NBL  | Youngstown Bears | 13 | 32 | 27,3 | 6º          | -        |